# 대한민국 형사소송법 제200조의3
대한민국 형사소송법 제200조의3는 긴급체포에 대한 형사소송법의 조문이다. 2007년 6월 1일에 새로 신설된 조항이다.

## 조문
제200조의3(긴급체포) ① 검사 또는 사법경찰관은 피의자가 사형·무기 또는 장기 3년이상의 징역이나 금고에 해당하는 죄를 범하였다고 의심할 만한 상당한 이유가 있고, 다음 각 호의 어느 하나에 해당하는 사유가 있는 경우에 긴급을 요하여 지방법원판사의 체포영장을 받을 수 없는 때에는 그 사유를 알리고 영장없이 피의자를 체포할 수 있다. 이 경우 긴급을 요한다 함은 피의자를 우연히 발견한 경우등과 같이 체포영장을 받을 시간적 여유가 없는 때를 말한다.  <개정 2007.6.1>
1. 피의자가 증거를 인멸할 염려가 있는 때
2. 피의자가 도망하거나 도망할 우려가 있는 때
②사법경찰관이 제1항의 규정에 의하여 피의자를 체포한 경우에는 즉시 검사의 승인을 얻어야 한다.

③검사 또는 사법경찰관은 제1항의 규정에 의하여 피의자를 체포한 경우에는 즉시 긴급체포서를 작성하여야 한다.

④제3항의 규정에 의한 긴급체포서에는 범죄사실의 요지, 긴급체포의 사유등을 기재하여야 한다.

## 참고 문헌
- 손동권, 신이철, 새로운 형사소송법(초판, 2013), 세창, 2013. ISBN 9788984114081[쪽 번호 필요]

## 같이 보기
- 긴급체포
- 준현행범
- 현행범
- 대한민국 형사소송법 제211조